# 小村淳
小村 淳（こむら あつし、1970年3月17日 - ）は、北海道亀田郡七飯町出身の元ラグビー選手・現ラグビー指導者。

## プロフィール[1]
- 北海道亀田郡七飯町出身。
- ポジションはフランカー。
- 身長 180cm、体重 96kg。
- 日本代表（高校代表/U19代表/大学代表/U23代表/セブンズ代表/フィフティーンス代表）に選ばれたことがある。

## 略歴[2]
函館有斗高では1年時にラグビーを始め、安本文康の指導を受ける。2年時に全国高等学校ラグビーフットボール大会（花園）出場、高校日本代表入りし主将を務めた。
明治大では全国大学ラグビー選手権大会（大学選手権）で1年生からレギュラーで1・3・4年生で優勝、4年生で主将で明治大初の大学選手権2連覇。大学日本代表入りしU19とU23で出場。
神戸製鋼では日本ラグビーフットボール選手権大会（日本選手権）優勝4度、1996〜1998年主将、日本代表入りし4キャップ。
現役引退後は、多くのチームでヘッドコーチやフォワードコーチを務める。
2003年から2年半、母校明治大学ラグビー部のコーチを務める。
2005年、U19日本代表のコーチを務める。
2005年から2006年までの半年間、明治学院大学ラグビー部でヘッドコーチを務める。
2008年から2009年まで日本代表フォワードコーチを務めた。
2010年から2013年まで、キヤノンイーグルスのフォワードコーチを務める。
2013年から4年間、明治大学ラグビー部ヘッドコーチに就任。
2017年から1年間、釜石シーウェイブスのヘッドコーチとなる。
2018年から、環太平洋大学ラグビー部の監督を務める。